# Kok
 For alternative betydninger, se Kok (flertydig). (Se også artikler, som begynder med Kok)
 Der er for få eller ingen kildehenvisninger i denne artikel, hvilket er et problem. Du kan hjælpe ved at angive troværdige kilder til de påstande, som fremføres i artiklen.

En kok har taget en faguddannelse og arbejder med madlavning; professionelt på restaurant, i kantiner og andre storkøkkener.
Kokkeuddannelsen er en af uddannelserne inden for nærings- og nydelsesmiddelindustribranchen.
Udtrykket anvendes også om dem, der laver mad som hobby.

## Navnehistorie
"Chef" (fra latin caput) er en forkortelse af chef de cuisine, den franske betegnelse for en køkkenchef. Titlen kok i det kulinariske erhverv stammer fra la haute cuisine i det 19. århundrede. Det engelske "chief" anvendes om professionelle kokke, uanset rang. Cook er kokkepige.

## Uniform
Kokkehue, halsklud, dobbeltradet jakke, forklæde, ternede bukser og sikkerhedssko eller træsko. En kokkehue (toque) er høj for at lade luften cirkulere og lede varme væk. En kalot er et alternativt til kokkehuen.
Halskluden blev brugt til at tørre sveden af ansigtet. Pga. hygiejne bruges det ikke mere, og den er nu til pynt. Jakken er som regel hvid. Den farve afviser varme. De to lag stof på brystet forhindrer forbrændinger og skoldninger. De to lag skjuler også pletter på jakken, når den rene side knappes hen over den plettede. Forklædet når til under knæet, og det forebyggelser også af forbrændinger. Sko og træsko er slidstærke med fast overlæder for at forhindre skader fra faldende genstande som gryder og knive. Smykker er forbudt.[kilde mangler]